# Giuseppe Camerata (1718-1793)
Ne pas confondre avec le peintre Giuseppe Camerata (1676-1762).
Pour les articles homonymes, voir Giuseppe Camerata et Camerata.

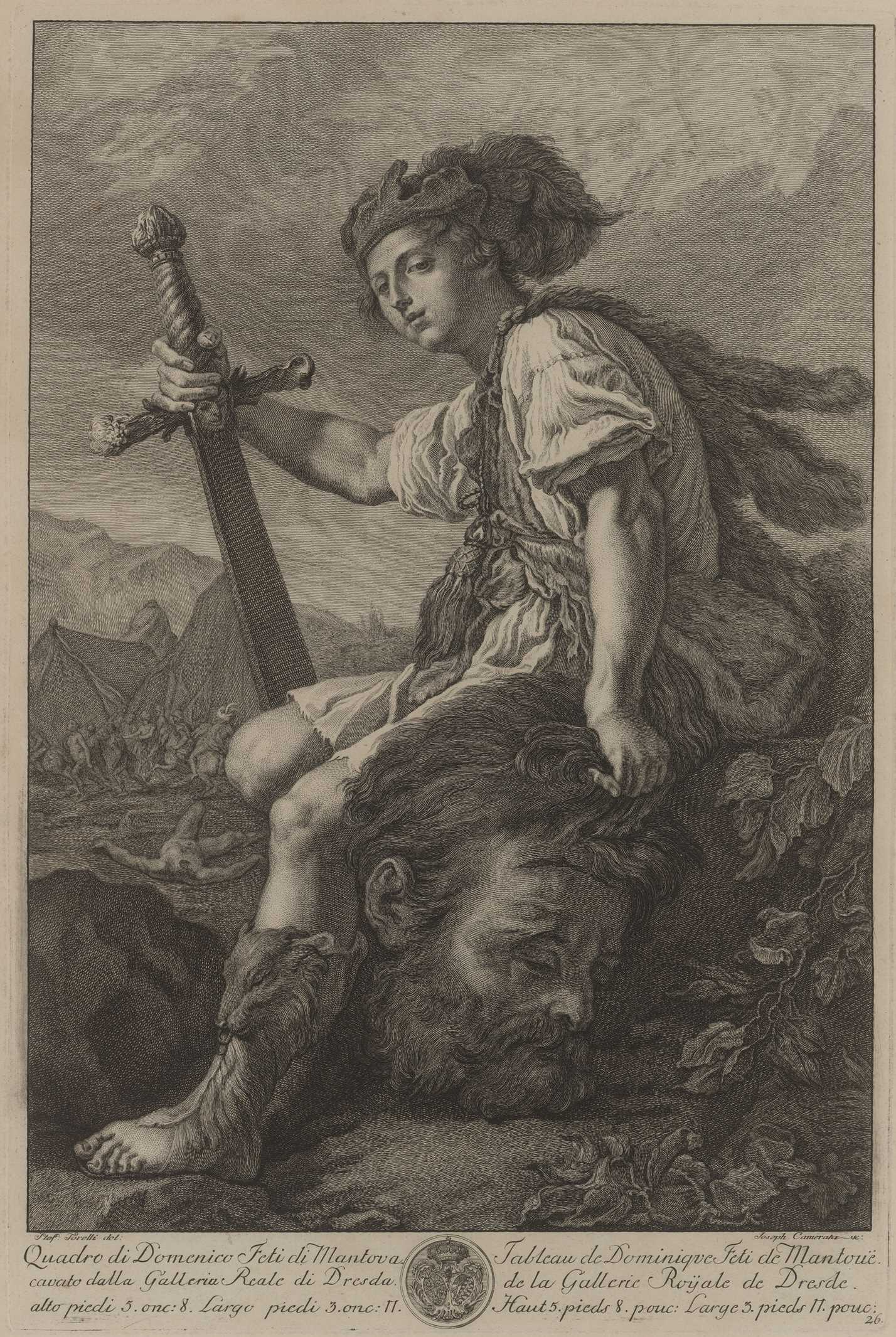
Domenico Fetti, David avec la tête de Goliath, gravure de Giuseppe Camerata.

Giuseppe Camerata, né le 6 janvier 1718 à Venise et mort le 14 mars 1793 à Dresde, est un peintre, graveur et enlumineur italien. 

## Biographie
Giuseppe Camerata est formé à la peinture par son père Carlo, puis apprend la technique de la gravure auprès du jeune Giovanni Cattini (il n'a que trois ans de plus que lui). À Venise, il réalise ses gravures principalement pour l'éditeur vénitien raffiné Giovanni Battista Albrizzi. En 1741, il s'installe à Vienne où il apprend l'art de l'enluminure. En 1751, il est appelé à la cour de Dresde où, pendant cinq ans, il reproduit les tableaux de la collection royale. Pendant la guerre de Sept Ans, il se réfugie à Venise. De retour à Dresde, après un bref séjour à Bonn, il est nommé professeur de gravure à l'Académie renaissante en 1764. Il continue à être actif dans sa vieillesse.

## Œuvres

### Portraits
- Marco Foscarini, Doge de Venise et ancien mécène de Piranesi.
- Simone Cantarini, procurateur de Saint-Marc
- Sebastiano Bombelli, le peintre vénitien.

### Sujets de la galerie de Dresde
- Parabole des Talents ; Parabole de la pièce d'argent perdue ; Parabole du fils prodigue ; David avec la tête de Goliath ; Infant Bacchus ; d'après Domenico Fetti.
- Sainte Famille ; d'après Giulio Cesare Procaccini
- St Roch aide les pestiférés ; d'après Camillo Procaccini.
- Saint Roch distribuant l'aumône et Assomption de la Vierge d'après Annibale Carracci.
- Adulteress before Christ ; d'après Bartolomeo Biscaino.
- Chasteté de Joseph ; d'après Simone Cantarini.
- Ancien et Nouveau Testament; d'après A. Baccari.
- Marie-Madeleine d'après Pompeo Batoni.
- Un personnage en demi-hauteur, avec une barbe et un autre en demi-hauteur, le compagnon ; d'après Dietrich.
- Marie-Madeleine ; d'après Van der Werf.